# Endless Rain
«Endless Rain» — песня японской метал-группы X Japan (на тот момент — X), выпущенная в качестве сингла 1 декабря 1989 года.

## О песне
Песня ранее вошла в альбом Blue Blood и является первой балладой группы, выпущенной как сингл. Сторона «Б» содержит концертную версию песни «X», записанную 10 июня 1989 года в открытом театре «Хибия». Концертная версия «Endless Rain» была выпущена на стороне «Б» сингла 1990 года «Week End».
По словам Ёсики, «Endless Rain» — первая написанная им баллада, так как до этого он работал только в жанрах хеви- и трэш-метала. Он сказал, что несколько работников Sony увидели, как он играет на пианино композицию Петра Чайковского, пока группа ждала своего выступления в клубе, и попросили его написать балладу. Итогом стала «Endless Rain». Ёсики добавил, что песня оказалась хитом и вызвала шок у поклонников, однако в конце концов стала «визитной карточкой X Japan».
Журнал Rolling Stone охарактеризовал песню как «„November Rain“ без косяков».
В июле 2007 года, в ходе концертов Guns N’ Roses в Японии, Ричард Фортус и Робин Финк исполнили фрагмент «Endless Rain» во время гитарных дуэтов. Анджела Аки и Аарон Квок исполняли эту песню на одном из своих концертов. Также песня использовалась в фильме 1990 года «Зипанг».
31 декабря 2020 года, во время 72-го «Кохаку ута гассэн», песню исполнил Ёсики совместно с Babymetal, Роджером Тейлором и Брайаном Мэем из Queen, Сарой Брайтман, SixTones, LiSA и Миле.

## Видеоклипы
Первое музыкальное видео вошло в видеоальбом Shigeki! Visual Shock Vol. 2, изданный в 1989 году.
Второй видеоклип был включён в видеоальбом X Japan Showcase in L.A. Premium Prototype, выпущенный в 6 сентября 2010 года, и содержит кадры выступления группы в январе 2010 года на крыше театра «Кодак» в Голливуде (штат Калифорния, США). Режиссёр — Расселл Томас.
21 ноября 1993 года SME Records выпустила короткометражный фильм X² (яп. ダブルエックス дабуру эккусу) по мотивам манги X, созданной художественным коллективом Clamp. Фильм содержит иллюстрации манги на фоне песен «Silent Jealousy», «Kurenai» и «Endless Rain», а также видеоклип на песню «X», режиссёром которого выступил Сигэюки Хаяси.

## Коммерческий успех
Песня заняла 3-е место в чарте Oricon и пребывала в нём 31 неделю. В 1990 году его продажи составили 357 680 копий, таким образом он стал 21-м самым продаваемым синглом года и получил золотую сертификацию Японской ассоциации звукозаписывающих компаний.

## Список композиций
Автор всех композиций — Ёсики.
| №  | Название                | Длительность |
| -- | ----------------------- | ------------ |
| 1. | «Endless Rain»          | 6:35         |
| 2. | «X» (концертная версия) | 9:40         |

## Участники записи
- Тоси — вокал
- Пата — гитара
- Хидэ — гитара
- Тайдзи — бас-гитара
- Ёсики — ударные, клавишные